# Cantó de Moisdon-la-Rivière
El cantó de Moisdon-la-Rivière (bretó Kanton Maezon-ar-Stêr) és una divisió administrativa francesa situat al departament de Loira Atlàntic a la regió de Loira Atlàntic, però que històricament ha format part de Bretanya.

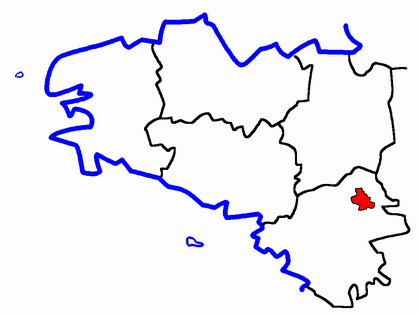
Situació del cantó

## Composició
El cantó aplega 5 comunes: 
| Nom francès               | Nom bretó      | Població | km²    | Codi Postal | Codi INSEE |
| Grand-Auverné             | Arweneg-Veur   | 684      | 34,40  | 44520       | 44065      |
| Issé                      | Izeg           | 1.776    | 38,66  | 44520       | 44075      |
| La-Meilleraye-de-Bretagne | Melereg-Breizh | 1.027    | 27.63  | 44520       | 44095      |
| Louisfert                 | Lufer          | 796      | 18,16  | 44110       | 44085      |
| Moisdon-la-Rivière        | Maezon-ar-Stêr | 1.733    | 50,43  | 44520       | 44099      |
| Cantó                     | Maezon-ar-Stêr | 6016     | 169,28 | -           | 4419       |

## Història
| Data d'elecció                           | Identitat  | Partit        | Qualitat |
| ---------------------------------------- | ---------- | ------------- | -------- |
| 2001-                                    | Jean Massé | Divers droite |          |
| les dades anteriors no són pas conegudes |            |               |          |
|                                          |            |               |          |